# 瓦西里·瓦西里耶维奇·戈利岑
瓦西里·瓦西里耶维奇·戈利岑（1572年—1619年1月25日）是俄罗斯沙皇國俄罗斯混乱时期一位指挥官、贵族和总督。其最終被波蘭人囚禁，並且於维尔纽斯去世。 他没有孩子。